# 出雲大社松山分祠

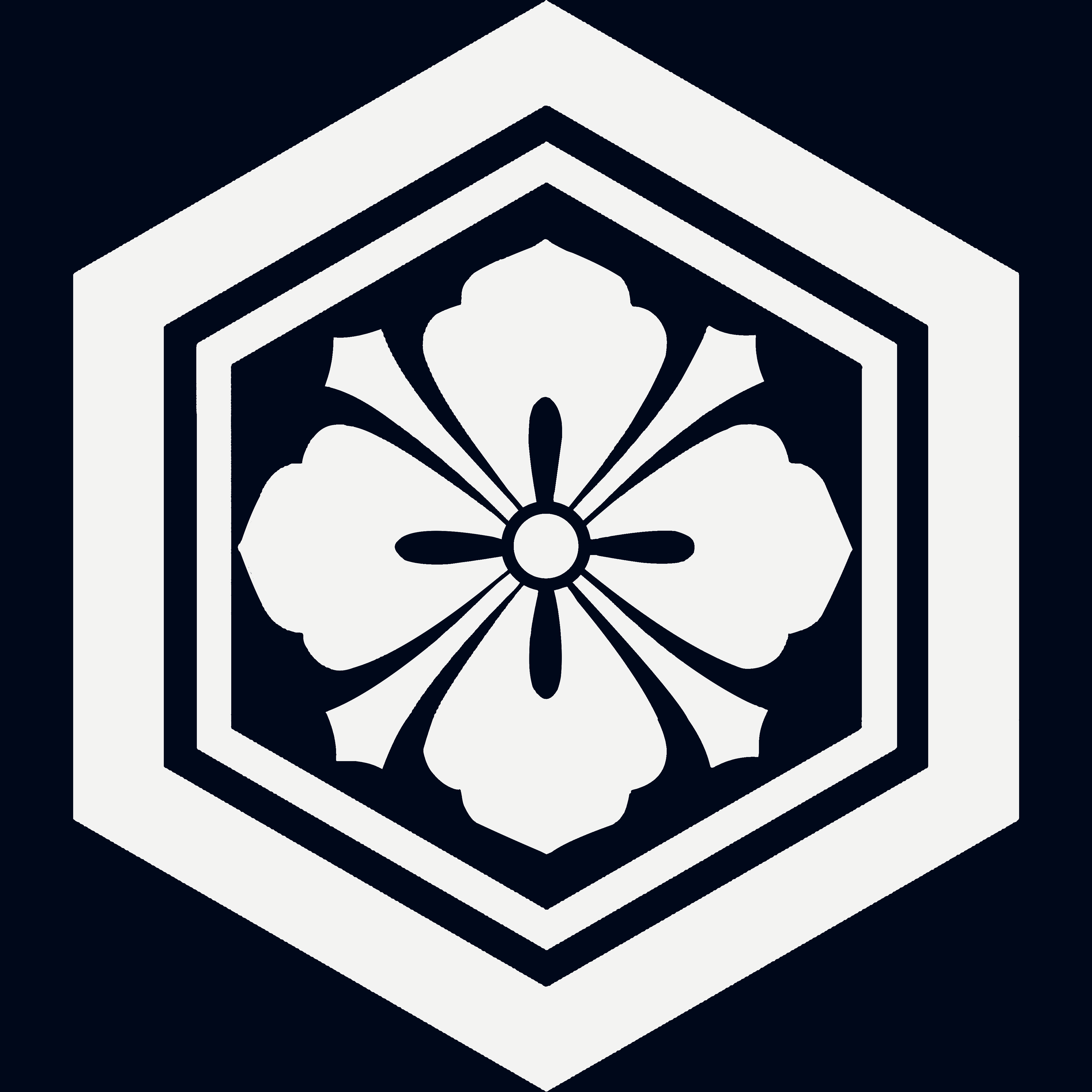
神紋（二重亀甲に剣唐花）

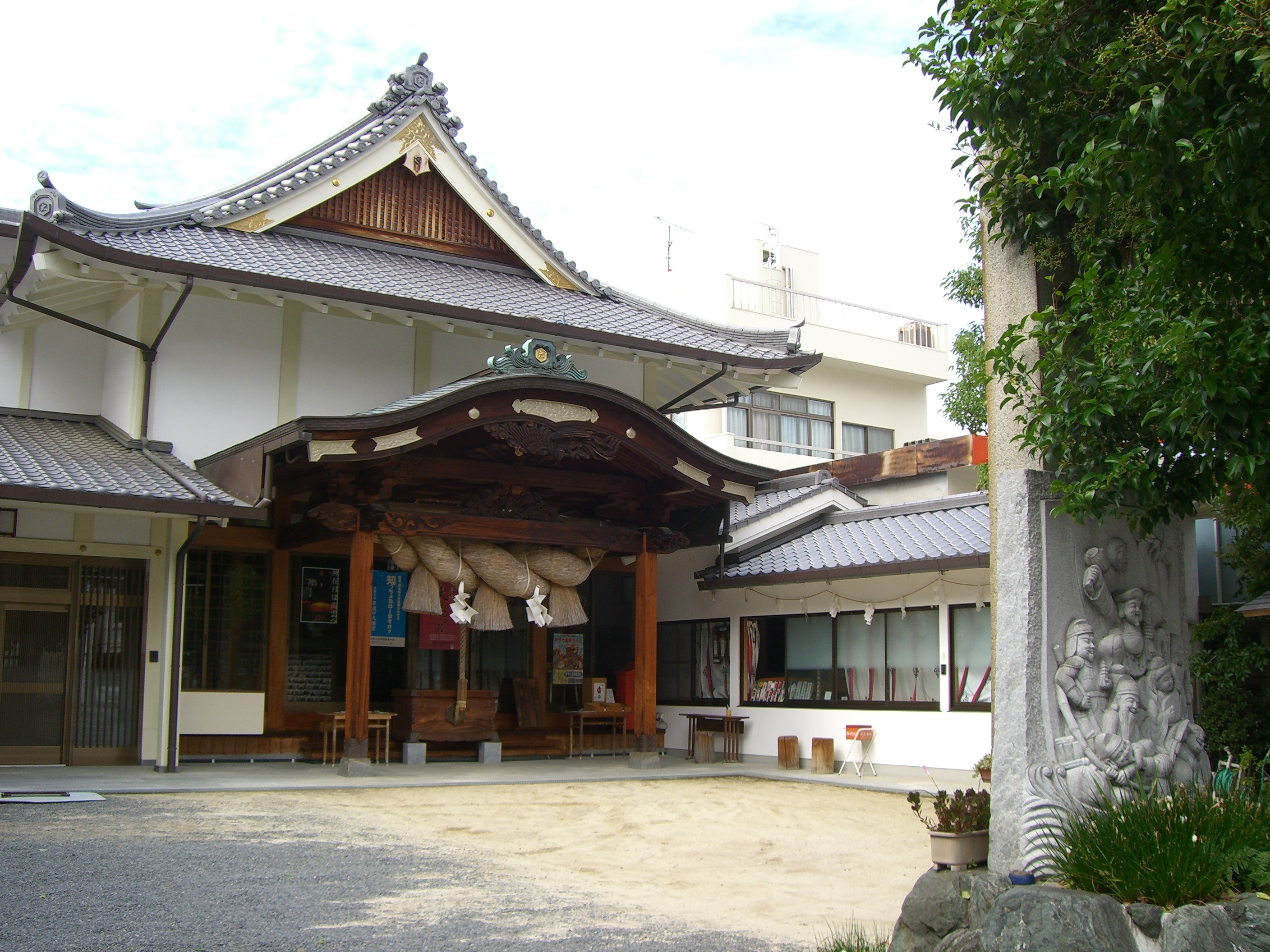
境内の様子

出雲大社松山分祠（いずもおおやしろ、いずもたいしゃ・まつやまぶんし）とは愛媛県松山市本町にある神社である。島根県出雲市にある出雲大社の分祠である。

## 祭神
- 大国主大神（おおくにぬしのおおかみ）

## 由緒
- 1876年（明治9年） - 出雲大社より御分霊を頂く。
- 1877年（明治10年） - 大社教会所開業式を、第80代出雲国造千家尊福（せんげたかとみ）が執行。
- 1945年（昭和20年） - 松山空襲により、社殿を焼失。
- 1963年（昭和38年） - 拝殿を新築。
- 2000年（平成12年） - 社務所の老朽化や、拝殿の白蟻被害が深刻化し、改築工事を開始。
- 2001年（平成13年） - 社殿が完成。

## 年中行事
- 節分厄除大祭

## その他
- 松山分祠は出雲大社の真南に位置する。
- 大国主大神は七福神の大黒天と習合されることから、伊予七福神まいりの大黒天とされている。

## アクセス
- 伊予鉄道市内電車本町四丁目停留場下車。

## 周辺施設
- 国道196号
- 萱町商店街
- 阿沼美神社